# Кутаисский уезд
Кутаи́сский уезд — административно-территориальная единица в составе Грузино-Имеретинской, Кутаисской губерний Российской империи и Грузинской ССР. Административный центр — город Кутаис.

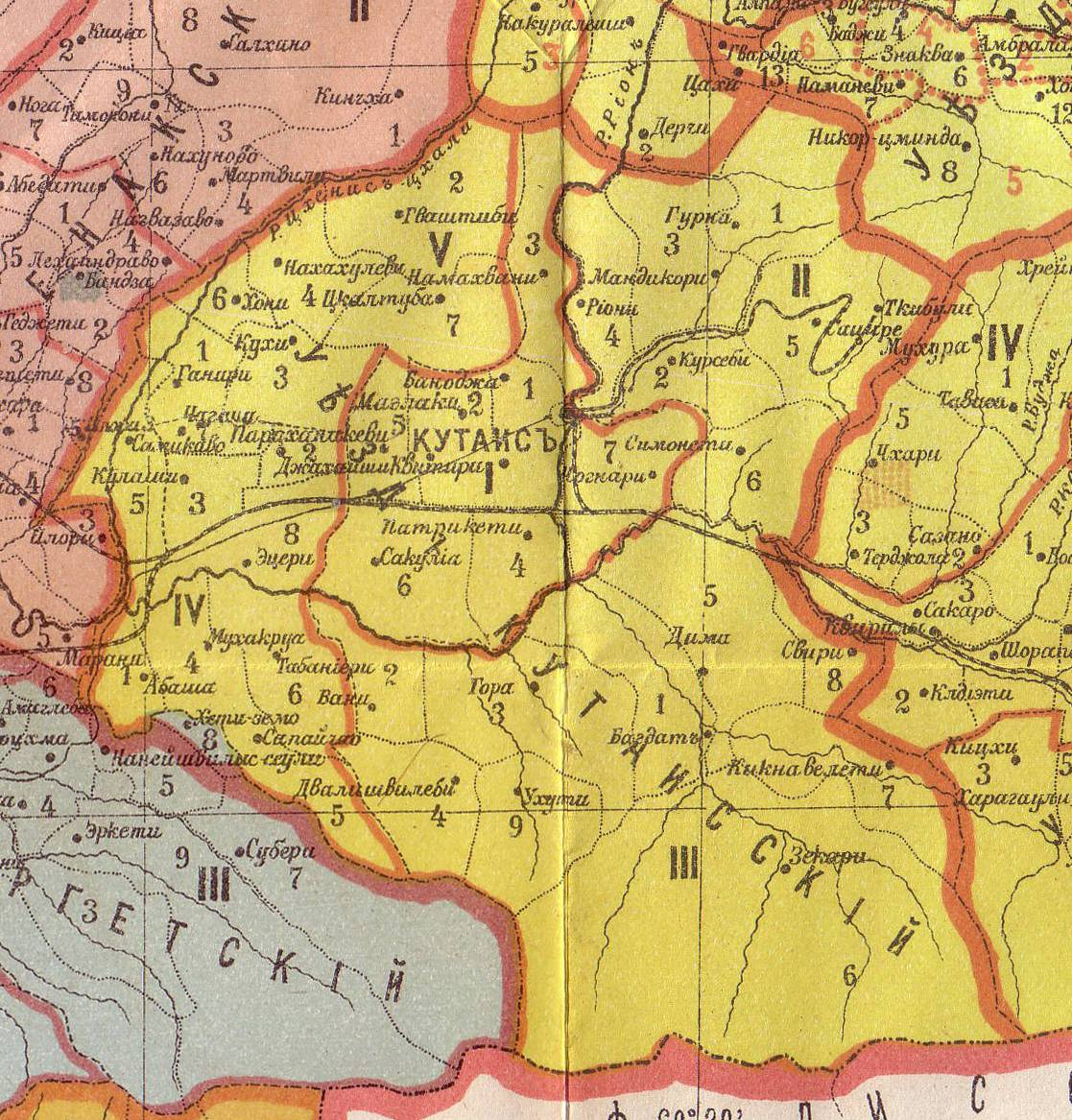
Кутаисский уезд

## История
Уезд образован в 1840 году в составе Грузино-Имеретинской губернии на территории упраздненной Имеретинской области.
В 1846 году в ходе расформирования Грузино-Имеретинской губернии вошёл в состав новообразованной Кутаисской губернии.
В 1918 году Кутаисский уезд в составе Кутаисской губернии вошёл в состав Грузинской Демократической Республики. В 1929 году упразднён с передачей территории в Кутаисский округ.

## Население
Население 221 665 человек (1897), в том числе в городе Кутаис — 32 476 чел.

### Национальный состав
Национальный состав по переписи 1897 года:
- имеретинцы — 148 003 чел. (66,77 %),
- грузины — 60 278 чел. (27,19 %),
- русские — 4085 чел. (1,84 %),

## Административное деление
В 1913 году в состав уезда входило 36 сельских правлений:
| - Абашское — с. Абаша, - Богдадское — с. Богдад, - Ванское — с. Вани, - Гапирское — с. Гапири, - Гваштибское — с. Гваштиби, - Горское — г. Гори, - Гурийское — с. Гуриа, - Двалишвилебское — с. Двалишвилеби, - Диди-Джахашиское — с. Джахаши-Диди, | - Димское — с. Дими, - Зекариское — с. Зекари, - Квитирское — с. Квитири, - Кикнавелетское — с. Кикнавелети, - Кулашское — с. Кулаши, - Курсебское — с. Курсеби, - Кухское — с. Кухи, - Маглакское — с. Маглаки-Зеда, - Мандикорское — с. Мандикори, | - Мухакруйское — с. Мухакруа, - Нахахулевское — с. Нахахулева, - Опурчхетское — с. Опурчхети, - Парцханакевское — с. Парцханакеви, - Патрикетское — с. Патрикети, - Рионское — с. Риони, - Сакулийское — с. Сакулия, - Савайчавское — с. Савайчава, - Сацирское — с. Сацире, | - Свирское — с. Свири 1-е, - Симонетское — с. Симонети, - Табаниерское — с. Табаниери, - Ухутское — с. Ухути, - Хонское — с. Хони, - Цкалтубское — с. Цкалтуба-Гогма, - Чаганское — с. Чагани, - Чогнарское — с. Чогнари, - Эцерское — с. Эцери. |